# L'Assumpció de Gandesa
L'Assumpció de Gandesa és una església amb elements romànics, gòtics i barrocs del municipi de Gandesa (Terra Alta) declarada bé cultural d'interès nacional. Es va fer sub invocatione Assumptionis Beatae Mariae Virginis, com era costum al S. XIII.

## Descripció
L'església arxiprestal de l'Assumpció i l'antiga Casa de la Vila de Gandesa són dues edificacions contigües situades a la banda est de la plaça de l'església, espai, porticat en part, que centra el nucli de població antic. Ambdues tenen origen medieval, però han estat molt modificades en intervencions posteriors.
Del temple cristià original, bastit probablement entre darreries del segle xii -la primera carta de població de Gandesa data del 1192- i el segle xiii, es conserva només la portada exterior nord i elements de l'interior de l'edifici situats en l'angle nord-est, estructuralment i estèticament diferenciat de la resta. Té especial interès la portada, inclosa dintre la dita escola de Lleida per la semblança que presenta amb les portades de la seu vella d'aquesta ciutat, tant estructuralment com en el que es refereix a la decoració. En el primer aspecte, es compon d'un cos paral·lepipèdic que sobresurt del mur, centrat per una portada abotzinada amb primes columnes-muntants esgraonades que sostenen arquivoltes en forma d'arc de mig punt. L'ornamentació, a base de relleus, s'escampa per tot arreu però té especial profusió a les arquivoltes. La componen essencialment motius geomètrics, entrellaçats i formes vegetals. En els capitells els relleus són historiats. Hom vol veure en l'allunyament del model original i l'esquematisme del conjunt una cronologia avançada dintre el segle xiii
La resta de l'edifici correspon a ampliacions i reformes posteriors, centrades en els segles XVII-XVIII, que l'estructuren segons concepció barroc-neoclàssica. Consta de tres naus, d'alçades poc diferenciades, delimitades en tres trams cadascuna per pilars poligonals. En els laterals, capelles de planta i alçat molt irregular. La capçalera la formen un absis central de planta quadrada i dos de laterals, més reduïts, rectangulars. Les cobertes de les naus són d'aresta - les laterals bastides després de 1840 -, així com les dels absis menors.A l'absis central pren forma de cúpula semiesfèrica
A l'exterior, tot de carreus de pedra, destaquen el campanar del segle xvii, compost segons esquema barroc i rematat per una torrella molt malmesa per la guerra de 1936-39, la portada de la plaça de l'església, d'inspiració clàssica, i el gran finestral d'alabastre del mur est.
Pel que fa a l'antiga Casa de la Vila, hom pot donar sobre ella poques referències històriques. És un edifici senyorial del segle xv, d'aspecte noble, ja que utilitza també els carreus de pedra com a material constructiu. Conserva a la façana una finestra coronella d'arcs trevolats. Estructuralment destaquen tres arcs diafragma apuntats que, a nivell de la planta baixa, creuen transversalment l'edifici de mitgera a mitgera. El casal ha estat enderrocat, prèvia numeració de les pedres, i actualment hom el torna a bastir, amb l'aparença original però amb tècniques i material moderns. La portalada romànica de l'església forma part de l'escola lleidatana, i gosa d'una gran riquesa de decoració. Les arquivoltes estan en degradació cadascuna amb diferent motiu geomètric i amb l'arc de mig punt. Hi ha set columnes per banda i amb capitells amb temes vegetals, geomètrics i figures humanes. Té un ampli fris a nivell dels capitells, molt historiat i amb un àbac florejat. Sobre la portalada hi ha un fris amb mènsules en forma de caps. Les arquivoltes són molt semblants a les de la porta dels fillols de la seu de Lleida, i les figures del fris historiat a les de la biga de cruïlles.

## Història
En aquesta església fou el casament del primogènit del Rei Jaume II amb la Infanta de Castella Elionor, filla de Ferran IV. Jaume, renuncià després al dret de la corona i es feu frare. Sobre la part de l'actual ampliació barroca va estar el fossar. El fet més impactant fou la destrucció el 1936 (abans de la Guerra) de l'absis romànic, que es va veure retallat per fer el carrer més ample, almenys en gran part encara es va salvar i el “tall” és ocupat avui per una gran vidriera. El deteriorament progressiu de la porta barroca és degut a l'efecte de l'aigua mal recollida de la coberta. El campanar va iniciar les obres de restauració. Una de les capelles laterals està ocupada per l'altar de la capella de la casa Liori. L'altar major és obra de Nicolás Ortiz de Ascó. De la portada, cal esmentar la seva porta original que fou cremada a la Guerra Civil de 1936; era junt a la d'Agramunt, un dels millors exemplars a Catalunya de llaçaria ornamental sobreposada a les taules, obra dels fusters mudèjars.